# Cardioglossa manengouba
Espèce
Statut de conservation UICN

 CR B1ab(iii) : 
En danger critique
Cardioglossa manengouba est une espèce d'amphibiens de la famille des Arthroleptidae.

## Répartition
Cette espèce est endémique du Cameroun. Elle se rencontre entre 2 000 et 2 200 m d'altitude sur le mont Manengouba.

## Publication originale
- Blackburn, 2008 : A new species of Cardioglossa (Amphibia: Anura: Arthroleptidae) endemic to Mount Manengouba in the Republic of Cameroon, with an analysis of morphological diversity in the genus. Zoological Journal of the Linnean Society, vol. 154, p. 611-630.